# Длугополе
Длугополе (пол. Długopole) — село в Польщі, у гміні Новий Торг Новотарзького повіту Малопольського воєводства.
Населення — 504 особи (2011).
У 1975-1998 роках село належало до Новосондецького воєводства.

## Демографія
Демографічна структура станом на 31 березня 2011 року:
|          | Загалом | Допрацездатний вік | Працездатний вік | Постпрацездатний вік |
| -------- | ------- | ------------------ | ---------------- | -------------------- |
| Чоловіки | 249     | 54                 | 167              | 28                   |
| Жінки    | 255     | 43                 | 161              | 51                   |
| Разом    | 504     | 97                 | 328              | 79                   |